# Kościół św. Józefa w Pożarzysku
Kościół świętego Józefa w Pożarzysku – rzymskokatolicki kościół filialny należący do parafii św. Stanisława w Bukowie.

## Historia

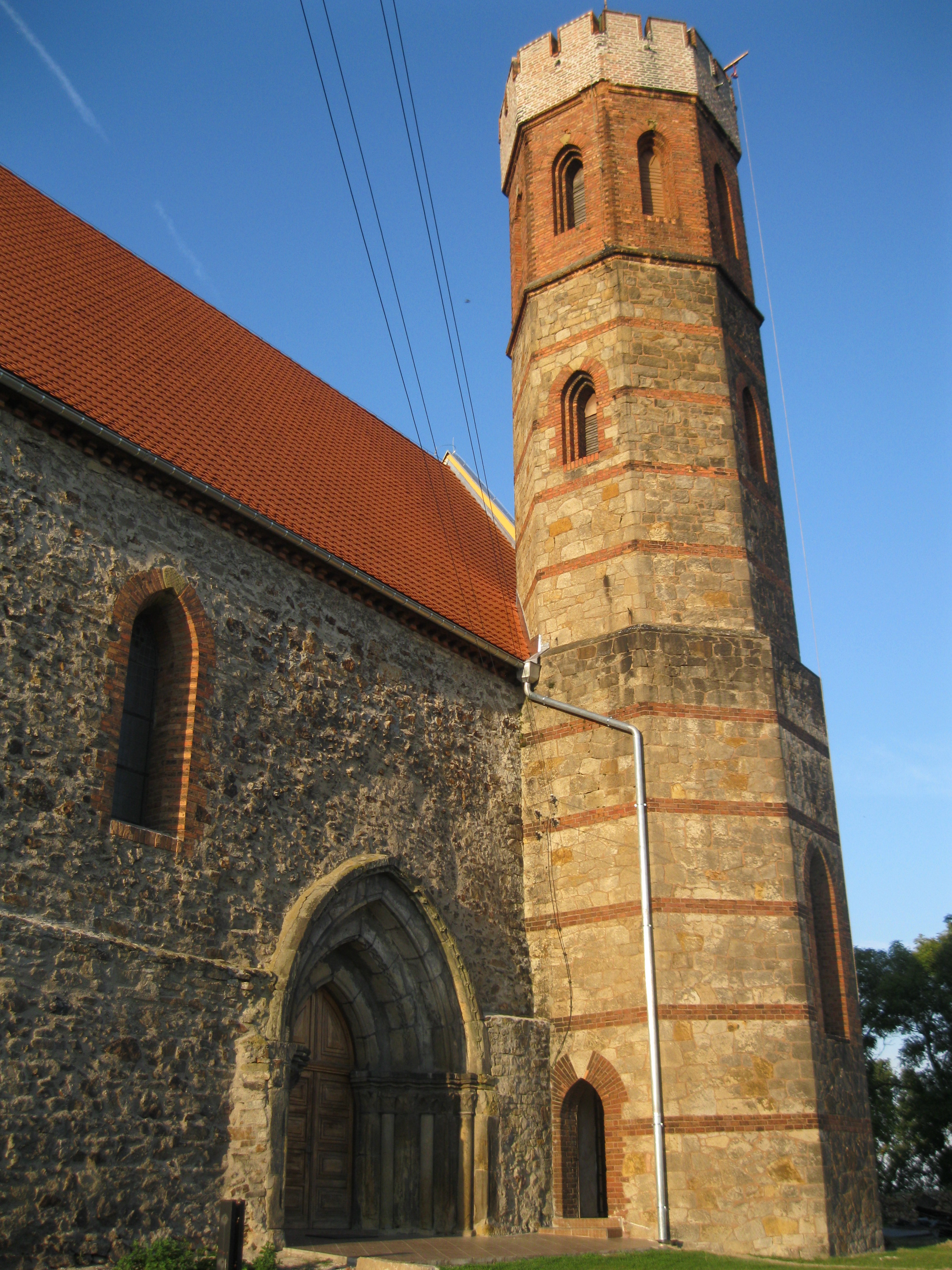
wieża i portal wejściowy

Pierwsza wzmianka źródłowa o kościele pochodzi z 1198-1201. Istniejąca do dziś budowla została wzniesiona najwcześniej w połowie XIII w., jest więc to druga świątynia w miejscowości, a o pierwszej nic nie wiadomo poza tym, że ufundowana została przez ród rycerski Ilikowiców. Mury kościoła zbudowane zostały z granitu łamanego, naroża z ciosów granitowych, a detale architektoniczne z piaskowca. W pierwotnej formie był to obiekt jednonawowy z dwoma półkolistymi wieżami po bokach nawy i wydzielonym, prawie kwadratowym prezbiterium. Nawę pokrywał płaski strop, a prezbiterium sklepienie krzyżowo-żebrowe wsparte na prostych wspornikach. Bryła kościoła uległa na przestrzeni wieków znacznym przekształceniom. Wieża północna została zniszczona i rozebrana, natomiast południową obniżono.
Około 1600 r. kościół został przebudowany. Kilkadziesiąt lat później ucierpiał w trakcie wojny trzydziestoletniej wraz z plebanią, która została wówczas spalona przez żołnierzy cesarskich (austriackich). W 1852 r. świątynia została gruntownie wyremontowana. W trakcie II wojny światowej zimą-wiosną 1945 r. wieża kościelna stanowiła doskonały punkt obserwacyjny dla artylerzystów niemieckich, których jednostka stacjonowała w Pożarzysku i prowadziła ostrzał radzieckich umocnień polowych, biegnących wzdłuż dzisiejszej linii kolejowej w Imbramowicach. Wskutek wymiany ognia artyleryjskiego i ataków lotnictwa radzieckiego, uszkodzone zostało pokrycie dachowe i mury kościoła. Brak należytej troski o świątynię po zakończeniu wojny, doprowadził do jej ruiny. Do lat 60. XX w. zostały już tylko mury budowli. Dopiero w latach 1974-76 kościół został odbudowany.

## Wystrój

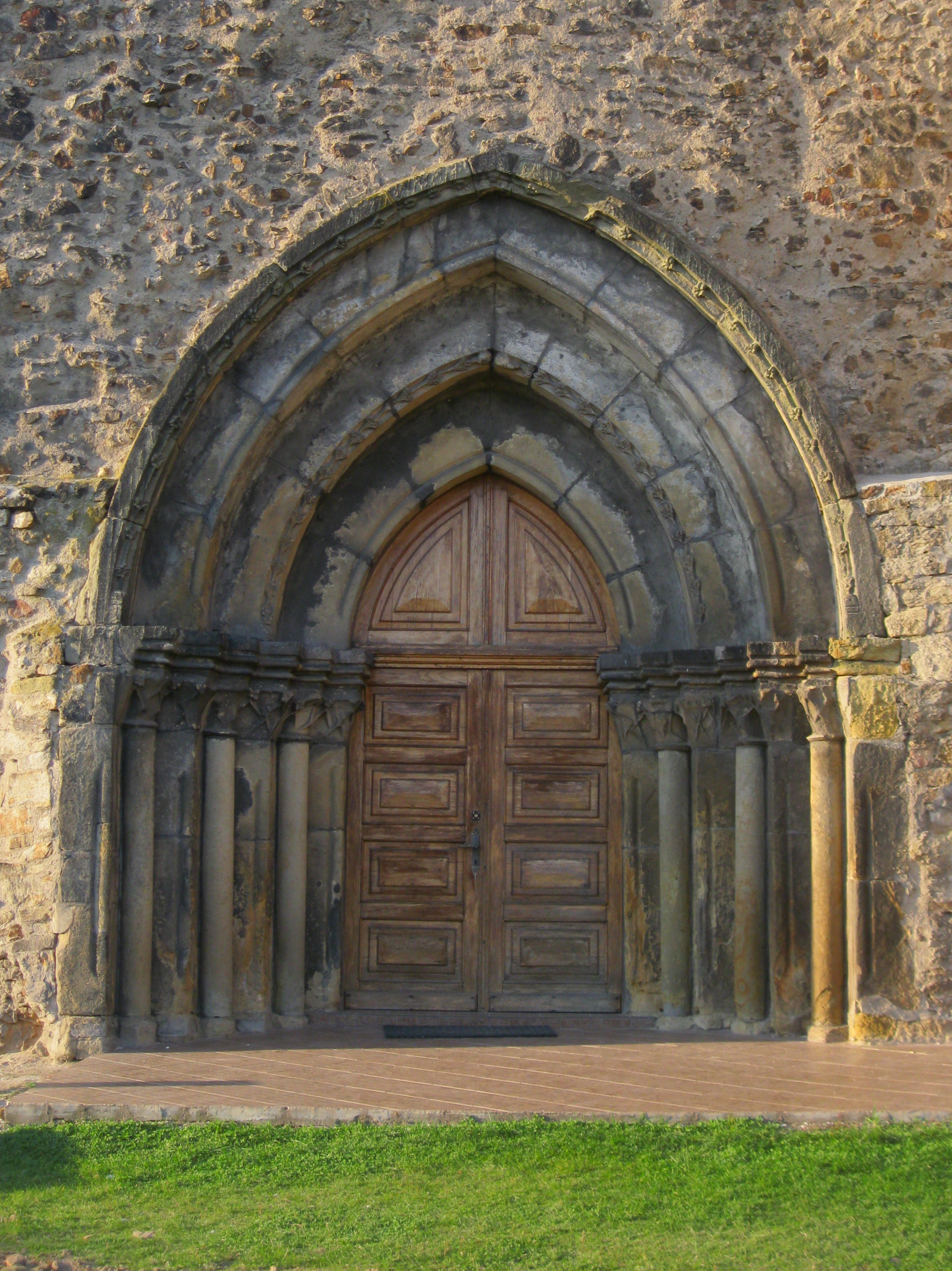
Późnoromański portal wejściowy

Z pierwotnego wystroju zachowały się przyścienne sakramentarium w prezbiterium i dwa portale. Południowy, ostrołukowy z 3 parami kolumienek i wczesnogotyckimi głowicami kielichowymi, ozdobiony jest elementami roślinnymi. Ostrołukową formę nadano również portalowi północnemu.
Kamienne płyty nagrobne wewnątrz świątyni:
| Anna von Schindel                           | †1587 |
| Córka Anny von Schindel i jej męża Asmarisa | †1587 |
| Siegmund von Nostitz                        | †1606 |
| Barbara von Köckritz i jej dziecko          | †1621 |